# Tricoceps obortus
Tricoceps obortus är en insektsart som beskrevs av William Lucas Distant. Tricoceps obortus ingår i släktet Tricoceps och familjen hornstritar. Inga underarter finns listade i Catalogue of Life.